# Ruine Ramstein (Schramberg)
Die Burg Ramstein ist die Ruine einer Höhenburg auf einem bewaldeten Kamm rund 688 Meter über Normalnull im Tal der oberen Schiltach zwischen Schramberg und Tennenbronn im Landkreis Rottweil in Baden-Württemberg.

## Geschichte
Die Burg Ramstein, vor 1137 entstanden, war das namengebende politische Zentrum der Herren von Ramstein, die aus den Herren von Obereschach hervorgingen. Diese Linie starb um 1280 aus, worauf ihre Herrschaft an die Herren von Falkenstein-Ramstein überging. 1411 wurde die Burg durch Truppen Konrads von Fürstenberg (1408–1418/19) und der Stadt Straßburg belagert, erobert und zerstört und 1428 wiederhergestellt. 1449 war der Ramstein schließlich im Pfandbesitz der Elisabeth von Rechberg, Ehefrau des Hans von Rechberg († 1464).
Die Burg selbst wird erst zu Beginn des 15. Jahrhunderts in den schriftlichen Geschichtsquellen genannt, während erhaltene Sandsteinbuckelquader der Burgmauer auf die Zeit um 1250, Reste der bergseitigen Mauer mit ihren Natursteinen auf eine noch frühere Zeitstellung hinweisen. Die St. Georgener Landtafel von 1606 und die Fundamente lassen jedenfalls eine kleine, nur 400 Quadratmeter umfassende Anlage mit Graben, Mauer, Tor, Torturm, Innenhof und Palas erkennen.

### Endgültige Zerstörung der Burg
1451 begannen Hans von Rechberg und Heinrich von Eisenburg eine Fehde gegen den schwäbischen Städtebund, indem sie die Kaufleute Jörg Ehinger aus Ulm und Rudolf Muntprat aus Ravensburg gefangen nahmen und auf den Ramstein brachten. Die Städte zahlten ihnen 5200 Gulden Lösegeld für die Gefangenen, zogen aber nach deren Freilassung im Juli 1452 mit 1100 Fußsoldaten und 200 Reitern vor die Burg, die sie anschließend vier Tage lang belagerten. Am 19. Juli wurde die Burg, nach massivem Einsatz von Brandpfeilen, eingenommen. Waffenfunde aus der Befestigungsanlage (kleine Geschosskugeln, Armbrustbolzen, Schwerter) belegen, dass es, nachdem die Angreifer durch das niedergebrannte Burgtor gelangt waren, zu heftigen Kämpfen innerhalb der Burg gekommen sein muss. Die Zimmerische Chronik berichtet ausführlich von der Zerstörung des Ramstein: „do zugen sie mit macht herfür, lagen aber nur sechs dag darvor, do gewannen sie es, gleichwol mit keinem sturm oder gewalt, sonder sie schußen und warfen so vil feurs ins schloß, theten darauf denen im schloß mit schießen ein sollichen übertrang, das sie nit leschen konten. Es verbran vil profiant und ain groß gut darin“.
1454 ordnete Kaiser Friedrich III. Friedensverhandlungen zwischen Rechberg und den Reichsstädten an, die den Rechberger überraschend ins Recht setzten. Er erhielt vom Städtebund 14000 Gulden Entschädigung für die Zerstörung des Ramstein. Mit diesem Geld baute er die Burg jedoch nicht wieder auf, sondern verwendete es zur Errichtung der Festung Hohenschramberg.

## Baubeschreibung
Die in Buckelquaderbauweise errichtete Burganlage hat eine Fläche von rund 400 Quadratmeter. Sie wird durch einen breiten Graben von der Bergseite getrennt und war ursprünglich von einer umlaufenden Ringmauer umgeben. Die Burg besaß einen Torturm, einen runden Eckturm und einen Palas und war auf der Talseite zusätzlich durch Mauerwerk gesichert. Im Mittelpunkt der Anlage befand sich ein kleiner Innenhof. Heute sind nur noch wenige Mauerreste sichtbar.